# Istanbul Başakşehir
RAMS Istanbul Başakşehir Futbol Kulübü is een voetbalclub opgericht in 2014 te Istanboel, Turkije.

İstanbul ligt in de Marmararegio.

De voetbalclub speelt in het blauw-oranje, en de thuisbasis is het Başakşehir Fatih Terimstadion. Dit stadion heeft een capaciteit van 17.800 zitplaatsen en is vernoemd naar een van de bekendste Turkse trainers, Fatih Terim. De club was tot en met het seizoen 2012-2013 actief in de Süper Lig, maar uiteindelijk degradeerde ze dat seizoen naar de TFF 1. Lig. Het daaropvolgende seizoen promoveerde de club terug naar de Süper Lig, waarin het met ingang van jaargang 2014-2015 onder de naam Istanbul Başakşehir ging spelen. In 2020 werd de club voor het eerst landskampioen.

## Geschiedenis

### Oprichting
Istanbul Başakşehir werd op 15 augustus 1990 opgericht na een fusie van drie teams die van de gemeente (Turks: belediye) Istanbul waren: IETT, ISKI en Itfaiyespor. In de zomer van 1993 promoveerde de club al naar 1. Lig. In de zomer van 1995 degradeerden zij voor de duur van een jaar, en van 1996 tot 2007 voetbalde Istanbul Büyükşehir Belediyespor in TFF 1. Lig. Istanbul Büyükşehir Belediyespor voetbalt sinds 2007/08 voor het eerst in de Süper Lig. Naast voetbal hield de club zich ook bezig met volleybal, basketbal, judo, karate, taekwondo, worstelen, atletiek, tafeltennis en padvinderij.

### De jaren 90 – Beginjaren
De club kwam in 1992 voor het eerst uit in de nationale reeksen van het land. Meteen in 1993 werd ze kampioen en promoveerde naar de 1. Lig (toen beter bekend als 2. Lig). In het seizoen 1994-1995 werd de club 8ste in de competitie, maar mocht nog play-offs spelen om te promoveren naar de hoogste divisie van het land. Omdat de club op de play-offs op een 7de plaats eindigde van de 8 teams, mocht de club weer degraderen naar de 3. Lig. Het eerste seizoen na de degradatie eindigde de club op een 3de plaats, maar in het seizoen 1996-1997 wordt de club ook nog kampioen en promoveert ze naar de 2. Lig. Omdat de club in het seizoen 1998-1999 op een 2de plaats eindigde, mocht ze in een groepsfase spelen om te promoveren naar de Süper Lig. In deze groepsfase werd Istanbul 7de en kon zo dus zelfs de play-offs niet bereiken.

### 2006-2013 – De eerste Süper Lig-periode
In het seizoen 2006-2007 eindigde de club op de 2de plaats in Lig A en mocht zo dus het komende seizoen voor het eerste keer sinds de oprichting uitkomen in de hoogste divisie van het land. Dit had de club grotendeels te danken aan trainer Arif Erdem, die pas ongeveer in de tweede helft van het seizoen de ploeg kwam coachen. De club heeft tot 2011 geen noemenswaardige prestaties geleverd in de Turkse Beker. In 2011 wist de club de finale van het bekertoernooi te bereiken. Uiteindelijk verloor ze daarin van Beşiktaş JK. De wedstrijd werd beslist door een strafschoppenserie, waarin Istanbul BB met 4-3 verloor. In het seizoen 2011-12 eindigde Istanbul op een 6de plaats en mocht zo dus play-offs spelen om zich te kwalificeren voor de Europa League. Daar moest de club het wel opnemen tegen Sivasspor, Eskişehirspor en Bursaspor. Tegen Sivasspor won Istanbul BB de twee wedstrijden met 4-2 en 2-1. De club speelde ook nog eens gelijk tegen Eskişehirspor, maar de rest van de wedstrijden verloor de club en eindigde zo dus op een 3de plaats van de 4 teams. Voor het seizoen 2012-13 waren de verwachtingen van de supporters en van de technische staf van de club weer hooggespannen, maar de club eindigde op een 16de plaats, nadat trainer Abdullah Avci de club op 17 november 2011 had verlaten om bondscoach van Turkije te worden, en na zes jaar voetbal in de hoogste divisie te hebben gespeeld degradeerde Istanbul BB dus weer naar de 1. Lig.

### 2014-2016 – Heroprichting als Başakşehir
Sedert 2014 is de club geen lid meer van de omnisportvereniging van de grootstad van Istanboel (İstanbul Büyükşehir Belediyesi SK), en ging apart door als voetbalclub onder de naam Başakşehir Futbol Kulübü. Hiermee was het doel om de club meer prestigieus te maken en om ervoor te zorgen dat Başakşehir steeds in de top 5 van het land zou eindigen. Na een jaartje in de tweede divisie te hebben gespeeld promoveerde de club in 2014 als kampioen dus terug naar Süper Lig. Na dit kampioenschap besloot de club om trainer Cihat Arslan, ondanks het kampioenschap in de tweede divisie, toch te vervangen door clublegende Abdullah Avcı. In hun eerste seizoen in de hoogste divisie onder de naam Başakşehir, wist de club de competitie te beëindigen op een knappe 4de plaats waarmee het dus voor het eerst sinds oprichting de kans kreeg om in de Europa League te spelen. In het seizoen 2015-2016 deed de club niet wat er van hen verwacht werd en werd in de Europa League uitgeschakeld in de derde voorronde door AZ Alkmaar. In de competitie deed de club uit Istanboel het stukken beter en wist dus weer op een knappe 4de plaats de competitie te beëindigen.

### 2016-2021 – Weg naar landskampioenschap
In het seizoen 2016-2017 deed Başakşehir mee aan de titelstrijd, maar verloor de titel aan Beşiktaş. Het seizoen 2017-2018 deed de club wederom mee aan de titelstrijd, maar eindigde derde achter Galatasaray en Fenerbahçe. In het seizoen 2018-2019 volgde hetzelfde scenario: de titel werd nipt verloren van Galatasaray. Als gevolg hiervan vertrok trainer Abdullah Avcı na afloop van het seizoen.
In het seizoen 2019-2020 werd de competitie lang aangevoerd door eerst Antalyaspor, vervolgens door Sivasspor en door Trabzonspor. In maart 2021 werd de competitie stilgelegd vanwege de coronapandemie met Trabzonspor aan kop met nog acht wedstrijden te gaan. Op 12 juni werd de competitie hervat zonder publiek. Başakşehir veroverde de koppositie van Trabzonspor en wist haar plaats te handhaven tot het einde van het seizoen. Onder leiding van Okan Buruk deed de club wat het de afgelopen drie seizoenen niet lukte en werd landskampioen voor de eerste keer in de clubgeschiedenis.

### 2021-
Waar het de afgelopen seizoenen de competitie domineerde door seizoen op seizoen mee te strijden om de titel, streed de landskampioen dit keer om degradatie te voorkomen. Het seizoen begon rampzalig. De eerste weken eindigde de club als hekkensluiter in de competitie. Na enkele keren in de degradatiezone gevallen te zijn, herpakte de club zich door in de laatste weken veel punten te verzamelen en 12e te eindigen. 
Het seizoen 2021-2022 begon eveneens rampzalig. Na acht speelweken stond de ploeg 15e in de competitie met 2 overwinningen en 6 nederlagen. Het bestuur ging uit elkaar met trainer Aykut Kocaman, en stelde Emre Belözoğlu aan als opvolger, die zijn eerste vijf wedstrijden wist te winnen en binnen enkele weken het team van de degradatiezone bracht naar de top van de competitie. 12 wedstrijden lang bleef de club ongeslagen onder Belözoğlu.

## Algemeen

### Voormalig Stadion
Het Atatürk Olympisch Stadion is een atletiek- en voetbalstadion in Istanboel. Met een capaciteit van 81.283 toeschouwers is het stadion het grootste in Turkije. Het stadion werd gebouwd in 2001, toen Istanboel kandidaat was voor de organisatie van de Olympische Spelen. De Champions League-finale van 2005 tussen Liverpool FC en AC Milan werd hier gespeeld. De veldafmetingen zijn 105 meter lang op 68 meter breed.

### Huidige stadion
Na het heroprichting in 2014 ging de club ook meteen aan de slag in een nieuwe stadion genaamd; Fatih Terim Stadion. Dit stadion telt in totaal 17.800 zitplaatsen en is vernoemd naar Turkse legende Fatih Terim. Het startproces van de bouw van het stadion dateert naar 2011 en in 2014 mocht de stadion voor het eerst bespeeld worden. De eerste wedstrijd werd bespeeld door beroemdheden in Turkije waar toenmalig premier van het land Recep Tayyip Erdoğan ook bij was en ook een hattrick scoorde.

### Supporters
De voormalige supportersgroep van de club noemde zich de Boz Baykuşlar, wat de Grijze Uilen betekent. De groep bestond sinds de oprichting van de club. IBB maakte ook gebruik van een aantal slogans zoals Bize her yer Deplasman (voor ons is het altijd verplaatsing) en Maç var dediler geldik (er was blijkbaar een wedstrijd dus zijn we gekomen). Sinds 2014 hebben de Boz Baykuşlar supportersgroep zich teruggetrokken van de tribunes. Tegenwoordig neemt de supportersgroep 1453 Başakşehirliler Taraftar Derneği plaats op de tribunes.

### Logo en kleuren
- Istanbul Büyükşehir Belediyespor

De kleuren van de club zijn oranje en blauw. Deze kleuren komen van het stedelijk wapen van Istanbul. Sinds het ontstaan van Istanbul Büyükşehir Belediyespor in 1990 heeft de club hetzelfde logo behouden. Dit logo is cirkelvormig: er zijn 2 cirkels te zien op het logo. Op de buitenste cirkel staat İstanbul Büyükşehir Belediyesi Spor Kulübü in het wit met een oranje achtergrond. In de cirkel in het midden staat een moskee met 7 driehoeken erop. Deze driehoeken symboliseren de 7 heuvels van Istanbul.
- Başakşehir FK

Met de heroprichting kreeg de club meteen ook een nieuw logo voorgeschoteld. Het logo heeft een blauwe kleur en is in de vorm van een wapenschild. Midden in het schild staat een grote B. Boven deze B lezen we Istanbul Başakşehir en eronder vinden we de heroprichtingsdatum namelijk; 2014.

## Statistieken

### Resultaten
Hieronder zijn de resultaten van Başakşehir FK in de Turkse competities sinds 1992 weergegeven.
| 9 |

| 1 |

| 8 |

| 8 |

| 3 |

| 1 |

| 3 |

| 2 |

| 4 |

| 2 |

| 12 |

| 14 |

| 13 |

| 9 |

| 7 |

| 2 |

| 12 |

| 9 |

| 6 |

| 12 |

| 6 |

| 16 |

| 1 |

| 4 |

| 4 |

| 2 |

| 3 |

| 2 |

| 1 |

| 12 |

| Süper Lig |

| 1. Lig |

| 2. Lig |

| Süper Lig |

| 1. Lig |

| 2. Lig |

### Gespeelde divisies
- Süper Lig: 2007-2013, 2014-
- 1. Lig: 1993-95, 1996-07, 2013-2014
- 2. Lig: 1991-93, 1995-96

## Erelijst
| Nationaal  |    |            |
| Süper Lig  | 1x | 2020       |
| TFF 1. Lig | 1x | 2014       |
| TFF 2. Lig | 2x | 1993, 1997 |

## Başakşehir in Europa
Uitslagen vanuit gezichtspunt Başakşehir
| Seizoen | Competitie        | Ronde            | Land                 | Club                      | Totaalscore | 1e W    | 2e W       | PUC  |
| ------- | ----------------- | ---------------- | -------------------- | ------------------------- | ----------- | ------- | ---------- | ---- |
| 2015/16 | Europa League     | 3Q               | Vlag van Nederland   | AZ Alkmaar                | 1-4         | 0-2 (U) | 1-2 (T)    | 0.0  |
| 2016/17 | Europa League     | 3Q               | Vlag van Kroatië     | HNK Rijeka                | 2-2 u       | 0-0 (T) | 2-2 (U)    | 1.0  |
|         |                   | PO               | Vlag van Oekraïne    | FK Sjachtar Donetsk       | 1-4         | 1-2 (T) | 0-2 (U)    | 1.0  |
| 2017/18 | Champions League  | 3Q               | Vlag van België      | Club Brugge               | 5-3         | 3-3 (U) | 2-0 (T)    | 8.0  |
|         |                   | PO               | Vlag van Spanje      | Sevilla FC                | 3-4         | 1-2 (T) | 2-2 (U)    | 8.0  |
| 2017/18 | Europa League     | Groep C          | Vlag van Bulgarije   | PFK Ludogorets            | 2-1         | 0-0 (T) | 2-1 (U)    | 8.0  |
|         |                   | Groep C          | Vlag van Portugal    | SC Braga                  | 3-3         | 1-2 (U) | 2-1 (T)    | 8.0  |
|         |                   | Groep C (3e)     | Vlag van Duitsland   | TSG 1899 Hoffenheim       | 2-4         | 1-3 (U) | 1-1 (T)    | 8.0  |
| 2018/19 | Europa League     | 3Q               | Vlag van Engeland    | Burnley FC                | 0-1         | 0-0 (T) | 0-1 nv (U) | 0.5  |
| 2019/20 | Champions League  | 3Q               | Vlag van Griekenland | Olympiakos Piraeus        | 0-3         | 0-1 (T) | 0-2 (U)    | 11.0 |
| 2019/20 | Europa League     | Groep J          | Vlag van Italië      | AS Roma                   | 0-7         | 0-4 (U) | 0-3 (T)    | 11.0 |
|         |                   | Groep J          | Vlag van Duitsland   | Borussia Mönchengladbach  | 3-2         | 1-1 (T) | 2-1 (U)    | 11.0 |
|         |                   | Groep J (1e)     | Vlag van Oostenrijk  | Wolfsberger AC            | 4-0         | 1-0 (T) | 3-0 (U)    | 11.0 |
|         |                   | 2R               | Vlag van Portugal    | Sporting Lissabon         | 5-4         | 1-3 (U) | 4-1 nv (T) | 11.0 |
|         |                   | 1/8              | Vlag van Denemarken  | FC Kopenhagen             | 1-3         | 1-0 (T) | 0-3 (U)    | 11.0 |
| 2020/21 | Champions League  | Groep H          | Vlag van Engeland    | Manchester United FC      | 3-6         | 2-1 (T) | 1-4 (U)    | 6.0  |
|         |                   | Groep H          | Vlag van Frankrijk   | Paris Saint-Germain       | 1-7         | 0-2 (T) | 1-5 (U)    | 6.0  |
|         |                   | Groep H (4e)     | Vlag van Duitsland   | RB Leipzig                | 3-6         | 0-2 (U) | 3-4 (T)    | 6.0  |
| 2022/23 | Conference League | 2Q               | Vlag van Israël      | Maccabi Netanja           | 2-1         | 1-1 (T) | 1-0 (U)    | 17.0 |
|         |                   | 3Q               | Vlag van IJsland     | Breiðablik Kópavogur      | 6-1         | 3-1 (U) | 3-0 (T)    | 17.0 |
|         |                   | PO               | Vlag van België      | Royal Antwerp FC          | 4-2         | 1-1 (T) | 3-1 (U)    | 17.0 |
|         |                   | Groep A          | Vlag van Schotland   | Heart of Midlothian FC    | 7-1         | 4-0 (U) | 3-1 (T)    | 17.0 |
|         |                   | Groep A          | Vlag van Letland     | FK RFS                    | 3-0         | 0-0 (U) | 3-0 (T)    | 17.0 |
|         |                   | Groep A (1e)     | Vlag van Italië      | ACF Fiorentina            | 4-2         | 3-0 (T) | 1-2 (U)    | 17.0 |
|         |                   | 1/8              | Vlag van België      | KAA Gent                  | 2-5         | 1-1 (U) | 1-4 (T)    | 17.0 |
| 2024/25 | Conference League | 2Q               | Vlag van San Marino  | SP La Fiorita             | 10-1        | 6-1 (T) | 4-0 (U)    | 10.5 |
|         |                   | 3Q               | Vlag van Georgië     | FC Iberia 1999            | 3-0         | 1-0 (U) | 2-0 (T)    | 10.5 |
|         |                   | PO               | Vlag van Ierland     | St. Patrick's Athletic FC | 2-0         | 0-0 (U) | 2-0 (T)    | 10.5 |
|         |                   | Competitie (26e) | Vlag van Oostenrijk  | Rapid Wien                | 1-2         | 1-2 (T) | 1-2 (T)    | 10.5 |
|         |                   | Competitie (26e) | Vlag van Slovenië    | NK Celje                  | 1-5         | 1-5 (U) | 1-5 (U)    | 10.5 |
|         |                   | Competitie (26e) | Vlag van Denemarken  | FC Kopenhagen             | 2-2         | 2-2 (U) | 2-2 (U)    | 10.5 |
|         |                   | Competitie (26e) | Vlag van Moldavië    | FC Petrocub Hîncești      | 1-1         | 1-1 (T) | 1-1 (T)    | 10.5 |
|         |                   | Competitie (26e) | Vlag van Duitsland   | 1. FC Heidenheim 1846     | 3-1         | 3-1 (T) | 3-1 (T)    | 10.5 |
|         |                   | Competitie (26e) | Vlag van België      | Cercle Brugge             | 1-1         | 1-1 (U) | 1-1 (U)    | 10.5 |
| 2025/26 | Conference League | 2Q               | Vlag van Bulgarije   | Tsjerno More Varna        | 5-0         | 1-0 (U) | 4-0 (T)    | 3.5  |
|         |                   | 3Q               | Vlag van Noorwegen   | Viking FK                 | 4-2         | 3-1 (U) | 1-1 (T)    | 3.5  |
|         |                   | PO               | Vlag van Roemenië    | CS Universitatea Craiova  | -           | (T)     | (U)        | 3.5  |

Totaal aantal punten voor UEFA-coëfficiënten: 57.5
Zie ook
- Deelnemers UEFA-toernooien Turkije
- Eeuwige ranglijst van deelnemers UEFA-clubcompetities

## Bekende (ex-)spelers
Turken
- Orhan Ak
- İbrahim Akın
- Eren Albayrak
- Can Arat
- Necati Ateş
- Yalçın Ayhan
- Volkan Babacan
- Turgay Bahadır
- Mehmet Batdal
- Emre Belözoğlu
- Okan Buruk
- Cihan Haspolatlı
- Bekir Irtegün
- Egemen Korkmaz
- Mustafa Pektemek
- Oğuz Sabankay
- Gökhan Süzen
- Semih Şentürk
- Mehmet Topal
- Arda Turan
- Gökhan Ünal
- Kerim Zengin

Belgen
- Murat Akin
- Nacer Chadli
- Adnan Januzaj

Bosniërs
- Kenan Hasagić
- Edin Višća

Brazilianen
- Robinho
- Tom

Fransen
- Gael Clichy

Guinees
- Kamil Zayatte

Kameroens
- Hervé Tum
- Pierre Webó

Moldaviërs
- Alexandru Epureanu

Namibiërs
- Razundara Tjikuzu

Nederlanders
- Eljero Elia
- Erol Erdal Alkan

Nigerianen
- Simon Zenke

Pools
- Krzysztof Piątek

Portugees
- Eduardo

Senegalezen
- Demba Ba

Slowaken
- Filip Hološko
- Martin Škrtel
- Róbert Vittek

Togolees
- Emmanuel Adebayor

Zweden
- Samuel Holmén

Zwitsers
- Gökhan Inler

## Shirtsponsors
De huidige shirtsponsor van Başakşehir FK is Makro. De fabrikant van de clubshirts is sinds 2018 Macron.
| Jaartal   | Kledingsponsor | Shirtsponsor     |
| --------- | -------------- | ---------------- |
| 2007-2008 | Lescon         | Sunny            |
| 2008-2009 | Lescon         | Kalpen           |
| 2009-2011 | Nike           | Turkcell         |
| 2011-2012 | Nike           | Spor Toto        |
| 2012-2014 | Nike           | Medical Park     |
| 2014-2015 | Adidas         | Makro            |
| 2015-2018 | Nike           | Makro            |
| 2018-2019 | Macron         | Decovita         |
| 2019-2020 | Macron         | Mall of Istanbul |
| 2020-     | Bilcee         | Decovita         |